# Tethyaster aulophora
Tethyaster aulophora is een kamster uit de familie Astropectinidae.
De wetenschappelijke naam van de soort werd, als Anthosticte aulophora, in 1911 gepubliceerd door Walter Kenrick Fisher.